# La sposa americana
La sposa americana è un film del 1986 diretto da Giovanni Soldati e liberamente tratto dall'omonimo romanzo di Mario Soldati, padre del regista.

## Trama
Edoardo, docente universitario italiano, conosce Edith presso una tavola calda in cui lavora negli USA, paese di cui si è talmente invaghito da desiderare di diventare cittadino americano. Mentre sta per pronunciare il sì alle nozze con Edith, diventata un'impiegata di banca, si volta all'arrivo di Anna, la migliore amica italiana di Edith, di cui ha sposato il fratello e subito ne rimane invaghito. Dopo il viaggio di nozze a quattro a Venezia, Edoardo, che ha trovato subito passionalmente disponibile Anna, non riesce a staccarsi da Edith, ma neppure a rinunciare all'amante. Le due coppie partono per l'America, dove Edoardo ha ottenuto un incarico alla Berkeley University e dove - pur geloso di Edith ogni qualvolta un qualche infondato indizio gliene dia occasione - continua a dividere le sue prestazioni sentimentali fra le due donne. Finché, al ritorno di Edith da un viaggio che aveva presentato al marito come esigenza di lavoro, lasciandolo solo con l'amica, Edoardo, al termine di un violento alterco con Edith, scopre che la moglie si è assentata a causa di una visita specialistica, che le ha diagnosticato un incurabile tumore al cervello. Dopo la morte di Edith, Anna si allontana, e Edoardo ottiene la cittadinanza USA.

## Colonna sonora
La colonna sonora del film è caratterizzata dalle melodie scritte per l'occasione da Gino Paoli e arrangiate da Giuseppe Vessicchio. La canzone Da lontano accompagna in sottofondo parecchie scene del film ed ha avuto una sorte molto simile a quella di Una lunga storia d'amore, composta sempre dal cantautore genovese per la colonna sonora del film Una donna allo specchio. Le due canzoni hanno riscosso un tale successo da essere inserite fra i principali brani del repertorio di Paoli.